# A Separate Affair
A Separate Affair is (opnieuw) een minialbum of ep van de combinatie van Michel Huygen als Neuronium en Vangelis. Al eerder verscheen In London als een single of minialbum. Op A Separate Affair staan drie mixen van het nummer In London. In eerste instantie leek In London een improvisatie van Vangelis en Huygen samen. Op dit album eigent Huygen zich In London als een compositie toe. Huygen heeft de opnamen door hen tweeën gemaakt elektronisch bewerkt, dat doet hij ook wel met eigen werk.
In London staat op dit album te boek als composed and arranged by Michel Huygen (1982-1996), wat aannemelijk maakt dat het nog steeds om dezelfde opnamen gaat uit 1982 gemaakt in de Nemo Studio van Vangelis zelf. Bewerkingen vonden plaats in Barcelona, de woonplaats van Huygen.

## Musici
- Michel Huygen, Vangelis – toetsinstrumenten

## Tracklist
| Nr. | Titel                            | Duur  |
| --- | -------------------------------- | ----- |
| 1.  | In London (the psychotronic mix) | 20:00 |
| 2.  | In London (the after hours mix)  | 12:56 |
| 3.  | In London (the radio mix)        | 3:03  |